# یواس‌اس ال‌اس‌تی-۵۵۲
یواس‌اس ال‌اس‌تی-۵۵۲ (به انگلیسی: USS LST-552) یک کشتی بود که طول آن ۳۲۸ فوت (۱۰۰ متر) بود. این کشتی در سال ۱۹۴۴ ساخته شد.